# Magdalenenkirche (Zella-Mehlis)

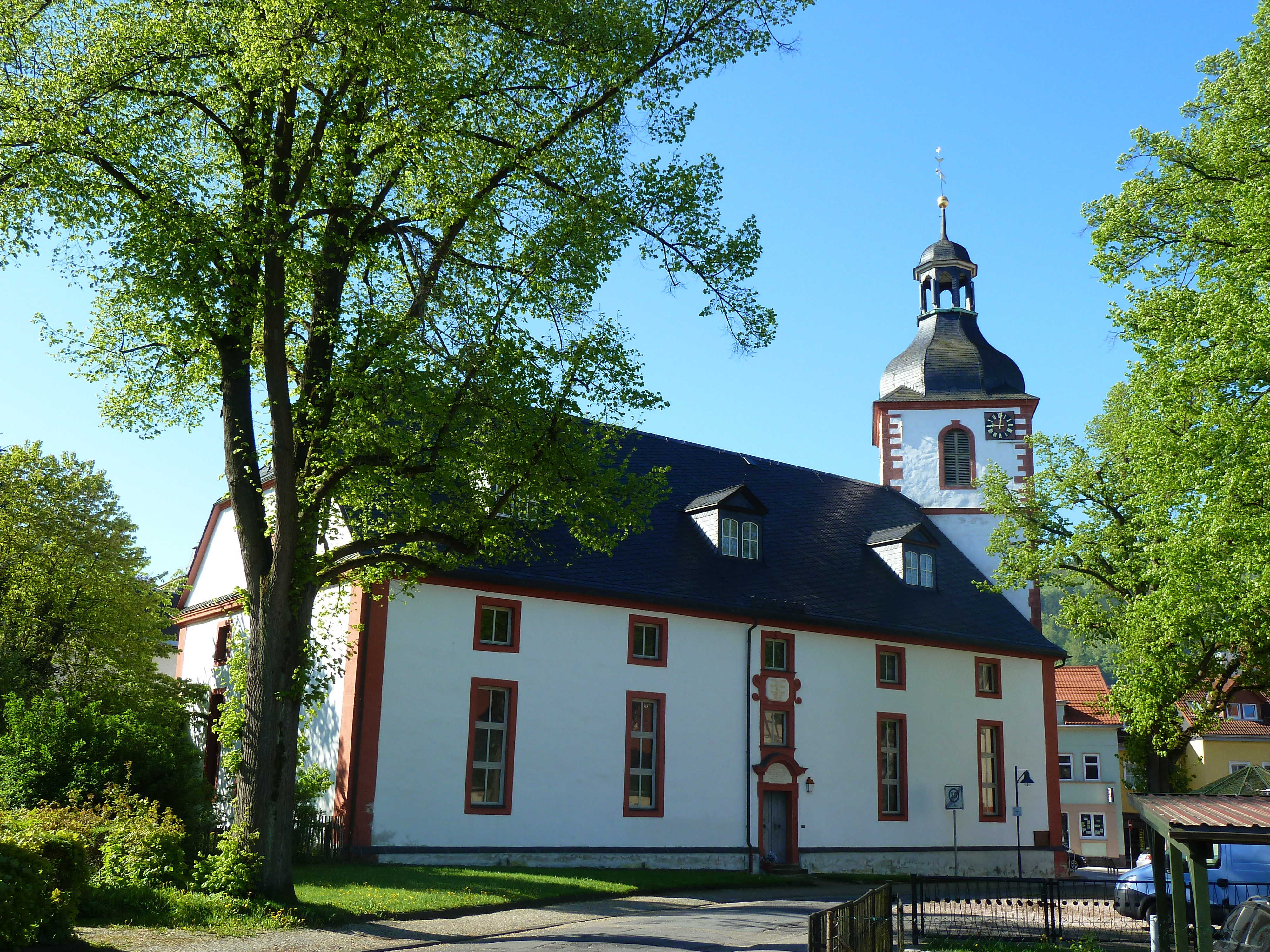
Magdalenenkirche

Die evangelisch-lutherische denkmalgeschützte Magdalenenkirche steht in Zella-Mehlis, einer Kleinstadt im Landkreis Schmalkalden-Meiningen in Thüringen. Die Kirchengemeinde Zella-Mehlis gehört zum Pfarrbereich Zella-Mehlis/Oberhof im Kirchenkreis Meiningen der Evangelischen Kirche in Mitteldeutschland.

## Beschreibung

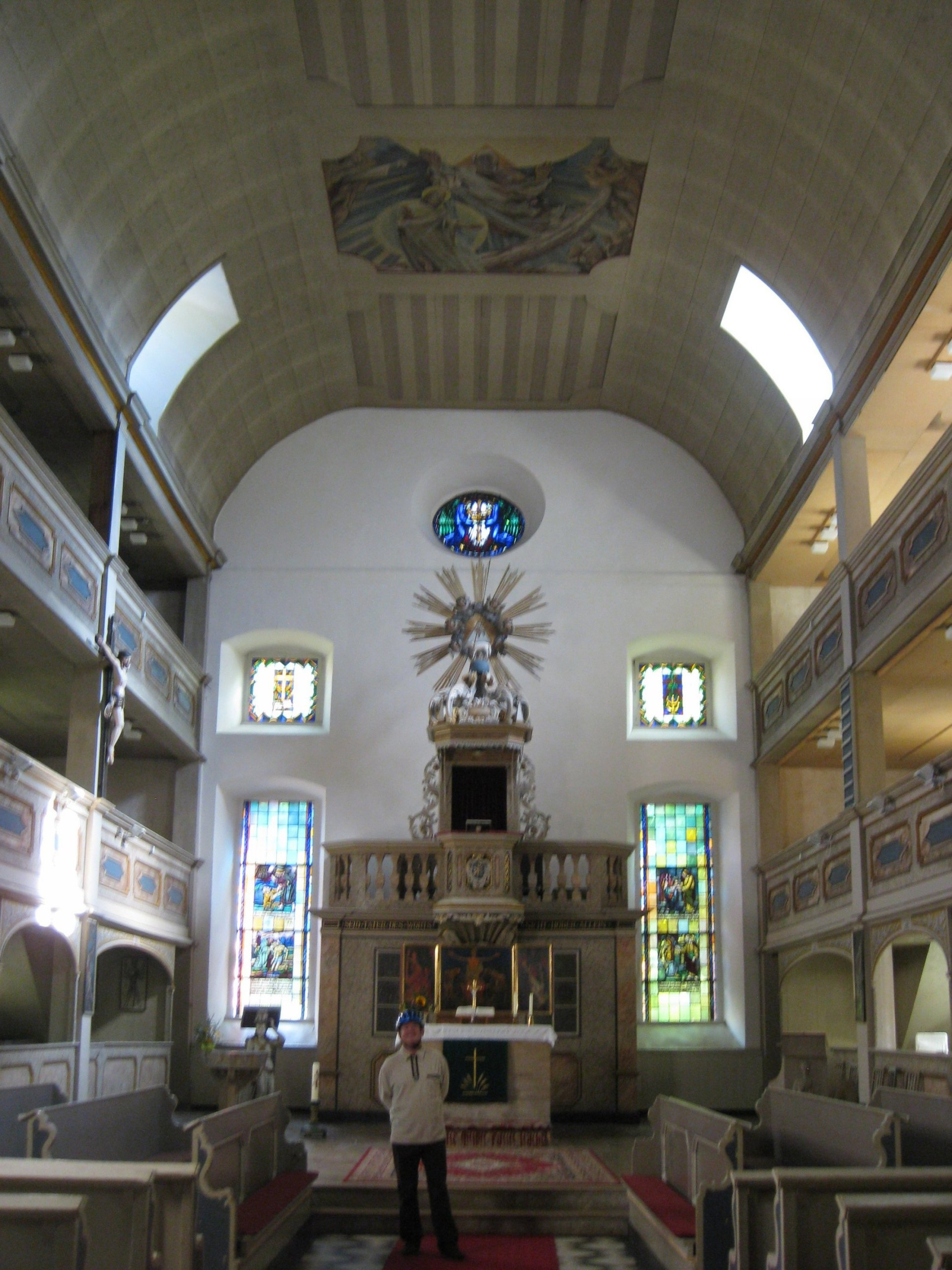
Innenansicht

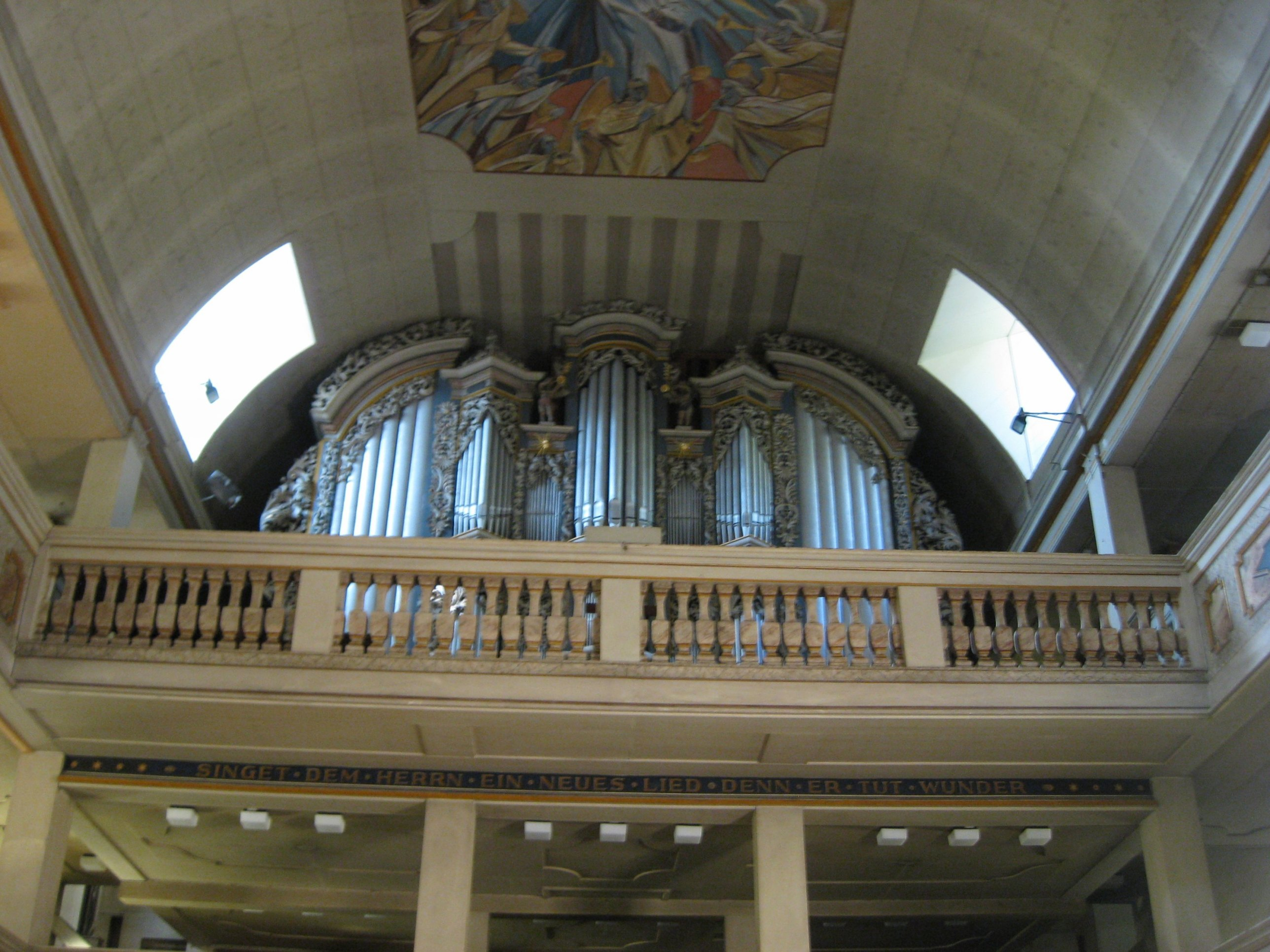
Die Orgel

Die unteren Geschosse des Chorturms entstanden am Anfang des 13. Jahrhunderts, die oberen 1495. Nach Abriss des Kirchenschiffs wurde von 1731 bis 1741 im spitzen Winkel östlich ein neues angebaut. 1930 wurde der Innenraum neu gestaltet.
Das Kirchenschiff hat zweigeschossige Emporen und ist mit einem hölzernen Spiegelgewölbe überspannt. Die Deckenmalerei von 1930 stellt die himmlischen Heerscharen, den auferstandenen Christus und die Trinität dar. Die Bleiglasfenster sind ebenfalls von 1930.
Auf der Empore über der Sakristei steht die Kanzel mit dem Schalldeckel aus der Bauzeit. 1930 entstanden ein Altarretabel von Erich Klahn, das Taufbecken und die Schnitzfiguren des Petrus und Johannes. 
Der Orgelprospekt stammt von einer 1743 durch Johann Caspar II. Beck geschaffenen Orgel. Die heutige Orgel mit zwei Manualen und Pedal sowie 30 Registern wurde 1885 von Guido Knauf gebaut. Das Erdgeschoss des Turms hat eine Wandmalerei aus den 1620er Jahren und ist mit einem Kreuzrippengewölbe überspannt.
An der Nordwand steht ein spätgotisches Sakramentshaus, an den Seiten sind Christus und Johannes gemalt.